# Herbert Küssner
Herbert Johannes Ernst Küssner (* 29. April 1899 in Königsberg, Ostpreußen; † 25. November 1967 in Breselenz, Niedersachsen) war ein deutscher Jurist und Polizeibeamter. Er war seit 1934 leitender Beamter im Geheimen Staatspolizeiamt.

## Leben und Tätigkeit
Küssner war der zweite Sohn des Rechnungsrates Friedrich Küssner und seiner Ehefrau Hedwig, geborene Bredenberg. Seine Schulzeit absolvierte er am Königlichen Friedrichs-Collegium in Königsberg, das er zu Ostern 1917 verließ. Im Mai 1917 trat er als Kriegsfreiwilliger beim 1. Ostpreußischen Feldartillerieregiment Nr. 16 ein, mit dem er bis November 1918 am Ersten Weltkrieg teilnahm. Zum Kriegsende schied er als Leutnant der Reserve aus.
Ab 1920 studierte Küssner Rechts- und Staatswissenschaften in Königsberg in Preußen, Würzburg, Halle und Breslau. Im Juli 1922 promovierte er in Würzburg mit einer von Christian Meurer betreuten Arbeit über die völkerrechtliche Beurteilung der Piraterie zum Dr. rer. pol. Anschließend arbeitete er mehrere Jahre lang als Bankbeamter und Volkswirt.
1927 wurde Küssner in den Polizeidienst aufgenommen. In diesem wurde er zunächst der Kriminalpolizei in Breslau zugewiesen. Um 1930 erreichte er den Rang eines Kriminalkommissars. Spätestens 1933 wurde Küssner zum Polizeiinstitut in Berlin-Charlottenburg versetzt.
1933 legte er eine zweite – juristische – Dissertation vor, mit der er zum Dr. jur. promovierte. Fortan führte er den Grad eines Dr. Dr. (Dr. jur. und Dr. rer. pol.).
Im Mai 1934 wurde Küssner in das Geheime Staatspolizeiamt in Berlin versetzt. Seine Versetzung war ein Teil des allgemeinen Stellenrevirements unter den höheren Beamten dieser Behörde anlässlich der Übernahme der Leitung der Gestapo-Zentrale durch Reinhard Heydrich im April 1934.
In den folgenden Jahren gehörte Küssner dort zu den engsten Mitarbeitern von Josef Meisinger. Zusammen mit Meisinger, Eberhard Schiele, Fritz Fehling und Joachim Kaintzik bildete Küssner Ende der 1930er Jahre – damals im Rang eines Kriminalrates stehend – die Führungsgruppe jener fünf Funktionäre innerhalb des Gestapoapparates, die von der Berliner Gestapozentrale aus als Referat II 1 S („Bekämpfung der Homosexualität und Abtreibung“) die reichsweiten Maßnahmen der nationalsozialistischen Geheimpolizei zur Bekämpfung der Homosexualität sowie der Abtreibung leiteten und koordinierten. Allein von der Verfolgung der vom Regime als „schädliche“ Erscheinung eingestuften Homosexualität waren mehrere 10.000 Personen betroffen.
Soweit dies aus den offiziellen Dienstalterslisten der SS ersichtlich ist, trat Küssner anders als die meisten Gestapobeamten des höheren Dienstes dieser Organisation nicht bei.
Nach dem Zweiten Weltkrieg war Küssner als Kriminaldirektor a. D.  in Breselenz in Niedersachsen wohnhaft.

## Ehe und Familie
Küssner war verheiratet mit Gertraud Kuessner.

## Schriften
- Die völkerrechtliche Beurteilung der Piraterie unter besonderer Berücksichtigung des Weltkrieges. Eine historisch-kritische Studie. Würzburg 1922.
- Die Preisbindung und ihr Recht. Breslau 1933.